# 喇沙書院校友列表
本列表列出曾就讀香港喇沙書院的知名校友。

## 年代

### 二十世紀

#### 1930年代
- 胡寶星爵士：恆基兆業、新鴻基地產非執行蕫事；香港及中國著名律師行胡關李羅律師行創辦人之一。
- 羅保爵士，CBE：前香港立法局首席非官守議員，信德集團獨立非執行董事。
- 沙利士，大紫荊勳賢，CBE，JP：前香港市政局主席、前香港奧林匹克委員會主席。
- 張有興，CBE，JP：前香港市政局主席。
- 蒙民偉，GBS：信興集團主席兼董事長，慈善家。
- 刘全国：毕业中央陆军军官学校第19期炮科，中国共产党著名红色间谍，中国人民解放军高级指挥官，曾任中国中国黄埔同学会副会长。2012年逝世于东北。
- 曾楚霖：香港演員。

#### 1940年代
- 高保強：前香港足球代表隊及南華足球隊隊長。
- 刘全华：中华民国高级将领劉多荃次子，中国五矿香港控股公司副董事长，香港企榮貿易有限公司总经理。

#### 1950年代
- 陳祖澤，GBS，CBE，JP：前副布政司、前教育統籌司、前工商司、前庫務司、前九龍巴士董事長、前香港賽馬會主席（中六至中七）。
- 施祖祥，GBS，CBE，ISO，JP：前憲制事務司、前公務員事務司、前香港貿易發展局總裁。
- 張鑑泉，CBE，JP：前香港立法局議員。
- 蘇澤光，大紫荊勳賢，GBS，OBE，JP：現任香港機場管理局主席，前電訊盈科副主席兼董事總經理、前地鐵公司主席兼行政總裁
- 鄭明訓：前領展主席、前英之傑太平洋有限公司主席。
- 白先勇：中華民國桂系軍閥白崇禧之子。著名小說家，作品包括《遊園驚夢》《臺北人》等。
- 黄湛森（黄霑）：香港四大才子之一。著名填詞人、廣告人、作家及傳媒創作人。
- 許冠文，JP：著名喜劇電影演員、編劇、監製及導演，第一屆香港電影金像獎最佳男主角。
- 鄺國熙：前香港養和醫院副院長。
- 蔡堅：前香港醫學會會長。
- 西維亞（Stephen Xavier）：1954年亞洲運動會男子二百米銅牌得主，首名香港運動員在亞運會取得獎牌。
- 李小龍：著名武打巨星，讀至中四因打架及曠課被趕出校，轉到聖芳濟書院繼續學業。
- 趙令揚：中國文史學者。曾任香港大學文學院院長、中文系系主任、講座教授。
- 鍾國樑 ， JP : 前渠務署副署長，土木及渠務工程權威，曾任香港科技大學土木工程講座教授。
- 陳爵：前香港終審法院司法常務官（1958年中五）[1]
- 郭可謹：前渠務署署長（1950年）[2]
- 曾登保：前長洲官立中學及下葵涌官立中學校長（1953年中五）[3]
- 華任復：前孔聖堂中學及荃灣官立中學校長（1953年中五）[3]

#### 1960年代
- 黃景強：第十二屆全國政協委員及澳門大學創辦人[4]
- 曾俊華，大紫荊勳賢，JP：前財政司司長。
- 吳榮奎，GBS，CBE，JP：前政制事務局局長、前運輸局局長，現任公務員敘用委員會主席。
- 李宗德，SBS，JP：中華人民共和國第九、十屆港區全國人大代表、公民教育委員會主席、和富慈善基金主席。
- 王敏剛，BBS，JP：中華人民共和國第八、九、十、十一、十二屆港區全國人大代表。
- 徐家傑：中國和平統一促進會香港地區董事局副主席，前廉政公署執行處副處長，第三十二屆香港電影金像獎最佳新演員。
- 周文耀，GBS，SBS，JP：前香港交易所行政總裁。
- 王冬勝，GBS，JP：滙豐控股副主席；首個簽名出現在滙豐銀行及渣打銀行紙幣上的銀行管理人員。
- 程守宗：美國黑莓公司總裁及臨時行政總裁。
- 胡亮明：菱電發展有限公司副董事長兼總經理。
- 陳裕光：前大家樂集團主席。
- 張德熙：泰加保險 (控股) 有限公司主席，金銀業貿易場理事長
- 郭思治：民眾證券董事總經理。
- 張子欣：富邦金融控股股份有限公司獨立董事。首位獲得菲臘親王獎學金往劍橋大學攻讀的喇沙書院學生。
- 李義，大紫荊勳賢：香港終審法院常任法官。
- 羅志力：前香港律師會會長。
- 史泰祖，JP：香港著名皮膚科醫生，前香港醫學會副會長，新民黨副主席。
- 葉克勇：中華網首席執行官、香港中文大學敬文書院主要捐獻人。
- 戴自海：香港科技大學高等研究院院長、物理學者。
- 鄭宇碩，JP：前香港城市大學政治學系講座教授。
- 趙榮德：前喇沙書院副校長，現任香港輔導教師協會顧問，現代教育書院顧問，香港有線電視節目《我們都是父母》客席主持。
- 萬德徽：前天主教領島學校校長
- 宋以朗：張愛玲小說版權持有人、知名博客東南西北（zonaeuropa.com）的創立人。
- 林立三：香港演員、導演、戲劇教育家，前香港演藝學院戲劇學院表演系主任。
- 鮑比達：香港作曲家、編曲家、音樂製作人。
- 黎小田：香港著名唱片監製。
- 盧遠：香港電視台節目主持人。
- 陳欣健：香港男藝人、香港導演協會副主席。
- 陳國新：香港男藝人、陳欣健胞弟
- 黎偉成：now 寬頻電視財經台主持及評論員。
- 王敏超，BBS，JP：1968年及1972年奧林匹克運動會游泳代表、現任香港業餘游泳總會秘書長。
- 施雅治（Arthur Antonio Da Silva）：馬王精英大師馬主。
- 葉尚華：前香港足球代表隊及南華足球隊成員。
- 李啟宇：前香港理工大學學生事務處處長[5]
- 謝宏中：前恆美廣告公司亞洲區主席（1961年至1964年）[6]
- 劉嘉敏：前個人資料私隱專員（1962年）[7]
- 鮑紹雄：前建築處處長、前香港童軍香港總監、前香港童軍總會副會長。

#### 1970年代
- 盧偉聰，GBS，JP：前警務處處長。
- 陳帆，GBS，JP：前運輸及房屋局局長、前機電工程署署長
- 程張迎，MH：前沙田區議會主席、拔萃男書院教師、前區域市政局議員。[註 1]
- 郭必錚，MH：前觀塘區議員（民建聯）。
- 譚國僑，MH，JP：前深水埗區議會議員（民協）。
- 蒙德揚：信興集團主席兼行政總裁
- 王賜豪，SBS，BBS，JP：同珍集團董事經理、耳鼻喉專科醫生、香港中文大學耳鼻喉科客座副教授、東莞市政協常務委員、保良局主席（2003年）、九龍樂善堂主席（2006年）
- 呂耀華：嘉華地產董事總經理。
- 黃岳永：謝瑞麟珠寶 (國際) 有限公司副主席、企業發展總裁。
- 吳守基，GBS，MH，JP：恩信製衣廠有限公司董事、前香港仁濟醫院主席。
- 馮強：香港樹仁大學新聞系客座教授
- 陳忠基：香港區域法院法官。
- 黃嘉純：前香港律師會會長。
- 區結成：前醫院管理局質素及安全總監。
- 楊維信（Wilson Yeung）：國際稅務專家，香港註冊稅務師，澳洲註冊公共會計師，澳洲註冊管理會計師。
- 余志明：文淵閣四庫全書電子版出版人。
- 林建岳，大紫荊勳賢：香港旅遊發展局主席、寰亞綜藝娛樂集團及東亞唱片製作有限公司老闆。
- 倫永亮：香港歌手、唱片監製及作曲人。
- 陳德彰：前 Raidas 樂隊主音。
- 鄒世龍：香港藝人及模特兒代理 The Starz People 老闆。
- 徐佩侃：香港電視廣告導演
- 告東尼（Anthony S. Cruz）：冠軍騎師及冠軍練馬師。
- 湯徫掄：香港羽毛球總會主席、中國香港體育協會暨奧林匹克委員會副會長
- 鄔友正：七海化工集團有限公司及海馬集團主席（1973年）[8]
- 潘萱蔚：前香港道教聯合會鄧顯紀念中學校長（1970年中七）[9]

#### 1980年代
- 馬鴻銘，BBS，JP：前東華三院主席；達成集團副主席丶執行董事、佳寧娜飲食集團董事總經理及執行董事。
- 張展鴻：香港中文大學文學院副院長 (教育)、人類學系教授、文化遺產研究中心主任、文化管理課程總監
- 趙偉仁（Philip Chiu）：香港中文大學醫學院院長，2016年全球華人傑出青年大獎，嶺南派國畫大師趙少昂弟子。
- 梁永鏗，BBS，JP：醫療輔助隊副總監、律敦治及鄧肇堅醫院管治委員會主席、香港防癆心臟及胸病協會副主席、梁譚黃律師事務所創辦人之一。
- 朱耀偉：香港大學現代語言及文化學院教授、課程總監、詞評人。
- 李向榮：香港理工大學應用數學系副教授，前香港理工大學校董會成員。
- 李文斌：理文造紙有限公司執行董事、前仁濟醫院主席。
- 邱達根：立法會議員（科技創新界）、慧科資本有限公司董事總經理、荔園有限公司主席
- 黃惠沖，SC，JP：律政署法律政策專員。
- 謝迪洋：洛克希德馬汀亞洲私募投資總監、香港應用科技研究院董事。
- 陳定邦：前羅兵咸永道合夥人、香港作曲家。
- 陶君行：前黃大仙區議員，前社會民主連線主席。
- 黃國浩（Michael G. Wong）：遵理學校經濟科導師。
- 羅揚傑：The Press Room Group 合夥人之一。
- 董啟章：香港著名小說家。
- 梁偉文（林夕）：香港著名填詞人、前商業電台創作總監（中六至中七）。
- 孫耀威：香港歌手及演員（中六）。
- 陸漢洋：香港社交界名人、知名賽車手、藝人苟芸慧未婚夫。
- 李菲臘（Philip Reis）：前香港足球代表隊及東昇足球隊成員。
- 羅偉志：前香港足球代表隊及南華足球隊成員。
- 李百全，JP：保安局常任秘書長、前香港電台廣播處長。
- 梅達明：監警會副秘書長
- 江榮暉：香港無線電視演員。
- 陳欣：香港配音員
- 林文健：香港醫生及公務員、2021年9月21日起出任衛生署署長。

#### 1990年代
- 馮家俊（Roger）：香港歌手，前亞洲電視藝員。
- 陳百里，JP：商務及經濟發展局副局長，前觀塘區議會議員（坪石）。
- 朱敦瀚：土木工程國際權威，亞洲第一及全球一百大工程師。
- 凌羽一：香港教育策略家、香港市務學會主席、創智市場策略有限公司董事總經理
- 張學琛：時裝設計師，Suit Artisan International Limited 創辦人。曾出任上市公司利豐，包浩斯的設計總監。
- Alan See：Armoury Group Ltd 創辦人。
- 羅揚文：元創光藝首席視覺藝術總監。
- 蘇啟智：前香港有線電視首席記者。
- 歐文傑：憑《樹大招風》獲得第36屆香港電影金像獎最佳導演。
- 伍奇偉：香港電影金像獎最佳編劇。
- 蘇啟泰：MR 雜誌總編輯。
- 梁志健（森美）：商業電台節目主持人、演員。
- 藍奕邦：香港歌手、唱片監製、作曲及填詞人。
- 劉錦德：公關公司創辦人。首位1990年代畢業生擔任喇沙書院舊生會會長（2020年）。
- 許紹洋：香港歌手及演員。
- 趙永洪：香港演員。
- 陳祉俊：now 寬頻電視足球評述員。
- 林溥來（Patrick Lam）：無綫電視兒童節目放學 ICU「Patrick Sir 英語通通識」主持、補習社 EDFLOW 創辦人。
- 黃建東：2011香港先生選舉演藝潛能大奬, 無綫電視演員及主持。港版 PPAP 創作人。全能司儀選拔大賽冠軍。
- 虞逸峯：now寬頻電視觀星台及 ViuTV 主持。
- 盧思麟：ViuTV 劇集「大叔的愛」監製。
- 鄧肇基：香港男配音員
- 譚仲麟：首位1990年代畢業生擔任喇沙書院校友校董（2020年）。
- 向展鵬：向氏家族後人。從事保險業
- 桑普：香港首名會考文科十優生，政治評論員

### 廿一世紀

#### 2000年代
- 鄭柏林：香港警務處總督察（第三訓練隊；警察機動部隊），前香港童星
- 余心怡：香港警務處督察，前警訊主持；2009年世界室內單車標賽男子單人花式單車項目銅牌，首名亞洲運動員在此賽事取得獎牌
- 周桓：Savile Row Hong Kong 的創辦人
- 禤彥勳：MedEXO Robotics 的創辦人，香港中文大學物理系碩士及香港大學哲學系碩士，倫敦帝國理工學院理學碩士，牛津大學生物醫學工程博士
- 單景煒：前無綫電視記者
- 陳紹恆：現任無綫電視新聞記者。
- 陳耀忠：前香港有線電視新聞高級記者。
- 齊子睿（Samson Chai）：現代教育化學補習導師。
- 戴浩淇（Ken Tai）：遵理學校數學補習導師。
- 陳君洋（Arnold Chan）：非營利組織良師香港（Teach4HK）創辦人。2006年十優狀元，美國哈佛大學商學院畢業，2019年度十大傑青。
- 向佐：向氏家族後人，香港演員，中國星集團旗下藝人。
- 謝可逸：香港無綫電視男藝員
- 周奕瑋：香港無綫電視節目主持
- 周子揚：香港歌手及演員。
- 招浩明：香港無綫電視男藝員、魔術師
- 郭子豪：香港無綫電視男藝員、主持、模特兒。
- 阮浩棕：香港無綫電視男藝員、演員、主持及歌手
- 黃冠斌（斌仔）：前香港電台節目主持人。
- 劉焯文：香港電台普通話台節目主持人、司儀。
- 黃永棋：2012年奧林匹克運動會羽毛球代表，成績是男子單打十六強。

#### 2010年代
- 方栢倫：香港足球代表隊成員，現效力香港超級聯賽球會天水圍飛馬。
- 梁諾恆：香港足球代表隊成員，現效力中超聯賽球會浙江綠城，為目前轉會費最高香港球員。[10]
- 李晉熙：2016年奧林匹克運動會羽毛球代表，混合雙打分組出局。
- 林子軒：外國著名電競選手 TSM_Chris。
- 蔡俊彥：香港劍擊選手，青年奧運金牌得主。
- ：香港歌手。
- 林兆恒：2020年奧林匹克運動會乒乓球代表。
- 楊天宇：香港演員。
- 陳明恩：香港著名職業業餘拳擊手。
- 黃尹雋：香港長跑和馬拉松運動員。
- 冼靖峰：香港男歌手及無綫電視男藝員。曾為香港樂隊PAUSING主音，2019年《全民造星II》60強，2021年歌唱選秀節目《聲夢傳奇》第4名，男子組合 loong 9成員[11]。
- 朱焯基：加拿大Grand Touring Auto營運董事。
- 余宗遙：香港男歌手。
- 潘正潮：前香港桌球運動員。
- 王康傑：香港男子網球運動員。

#### 2020年代
- 范麒智：香港模特兒，為前香港足球隊門神范俊業之子
- 葉晉瑋：奪得英國國家詩詞比賽（National Poetry Competition）冠軍